# Мазей
Мазей, также Маздай (лат. Mazaeus или Mazday; 370-е годы до н. э. — 328 год до н. э.) — персидский аристократ.
Предположительно, после Великого восстания сатрапов в 361 году до н. э. Мазей стал сатрапом Киликии. Впоследствии Артаксеркс III присоединил к владениям Мазея Заречье.
После вторжения войск Александра Македонского Мазей возглавил отряды подвластных ему провинций. Сначала ему было поручено не допустить переправу македонян через Евфрат и Тигр. В битве при Гавгамелах Мазей руководил правым флангом персов. Войска под его командованием не только потеснили македонян, но и захватили обоз Александра.
После поражения в битве при Гавгамелах Мазей без боя сдал Александру Вавилон. Македонский царь был рад капитуляции столь большого города, осада которого предполагала множество трудностей, и назначил Мазея сатрапом Вавилонии.

## Биография
Мазей родился между 380-м и началом 360-х годов до н. э. Он принадлежал к персидской аристократии и, предположительно, возводил свой род к Гидарну — одному из семи персов, которые возвели на трон Дария I. Обычно в историографии, при описании жизненного пути Мазея, указывают, что в 361 году до н. э., по завершении Великого восстания сатрапов, он стал сатрапом Киликии. По мнению В. Хеккеля, для такого предположения нет никаких оснований. Мазей участвовал в подчинении мятежных Сирии и Финикии, за что к его владениям было присоединено Заречье (Abar naharâ — буквально «за рекой», то есть за Евфратом), включавшее в себя Сирию, Ливан и Палестину.
Период потери автономии городов на территории Ливана Тира и Сидона оказался недолгим. Артаксеркс III опасался Мазея. Возможно, персидский царь считал, что автономные финикийские города будут противовесом власти сатрапа Киликии и Заречья в регионе. Уже в 357 году до н. э. возобновилась чеканка собственной монеты Тира, а на монетах Сидона появилось имя местного царя Табнита II. Впервые в античных источниках имя Мазея упомянуто в связи с событиями 351/350 года до н. э. Согласно Диодору Сицилийскому, «Белесий, сатрап Сирии, и Мазей, наместник Киликии, объединив силы, начали войну против финикийцев». Речь шла о подавлении мятежа царя Сидона Табнита II против власти персов. По мнению Э. Бэдиана, в тексте Диодора Сицилийского содержится неточность — сатрапом был Мазей, а Белесий занимал при нём подчинённое положение. Египетский фараон Нектанеб II поддержал Табнита II и отправил ему на помощь четыре тысячи греческих наёмников под командованием Ментора, который разбил войска Мазея и Белесия. В 346/345 году до н. э. Артаксеркс III подавил восстание. Сидон вновь был подчинён Мазею, о чём свидетельствует чеканка его собственной монеты в 344/343 году до н. э. в городе.
В 334 году до н. э. Александр Македонский вторгся в Малую Азию, в 333 году до н. э. — одержал победу при Иссе. Как отмечает Э. Бэдиан, имя сатрапа провинций, через которые проходили войска македонян, Мазея странным образом не упомянуто в античных источниках. Обороной Киликии руководил Арсам. По мнению историка, Дарий III не доверял Мазею и отдал его полномочия другим подчинённым. Одновременно, согласно Квинту Курцию Руфу, Дарий III обещал Мазею в жёны одну из своих дочерей Статиру. В 331 году до н. э. Дарий III, согласно Арриану, поручил Мазею не допустить переправки македонян через Евфрат и выделил ему для этой цели три тысячи всадников и войско, в котором также находилось две тысячи греческих наёмников. Персы некоторое время не давали возможности врагу построить мост через реку возле Фапсака, однако после того как Мазей решил бежать к основному войску Дария III, македоняне спокойно пересекли реку. В изложении Диодора Сицилийского, Мазей решил, что Александр Македонский не сможет пересечь реку и поэтому не озаботился должной охраной берега. Македоняне нашли брод, через который перешли на другую сторону. Вместо патрулирования реки Мазей приказал своим войскам опустошать близлежащую область, чтобы «враг не смог пройти из-за отсутствия пищи». В отличие от информации из трудов Арриана, согласно Диодору, Мазею было поручено охранять берег Тигра, а не Евфрата. Квинт Курций Руф писал, что Дарий приказал Сатропату с тысячей всадников и Мазею с шестью тысячами воинов воспрепятствовать переходу Александра через Евфрат и Тигр и одновременно опустошить те земли, которые могут занять македоняне. Согласно античному историку, Мазей не решился вступить в бой во время переправы македонян через Евфрат. Также, Курций Руф отмечал, что Мазей сделал область между Евфратом и Тигром опустошённой и безлюдной. По мнению В. Хеккеля, Мазей не обладал необходимым количеством войск, чтобы предотвратить переправку македонян. Я. Стронк считал, что противоречия в античных источниках обусловлены тем, что Мазею было поручено предотвратить переход Александра через обе реки (Тигр и Евфрат), а не одну.
В битве при Гавгамелах 331 года до н. э. Мазей командовал воинами из Келесирии и Междуречья, а также конницей на правом фланге. В первой же схватке он уничтожил многих македонян. После этого Мазей отправил отряд из своих наиболее опытных воинов — двух тысяч кадусиев и тысячи скифов с приказом обойти фланг и захватить обоз Александра. Приказ был выполнен, и отряды Мазея смогли разграбить обоз македонян. Мазей продолжал сражаться против левого фланга македонян под командованием Пармениона. В какой-то момент Парменион приказал известить Александра, что если он не придёт на помощь, то македоняне побегут. Однако помощь Александра не потребовалась, так как бегство Дария III сломило боевой дух персов.

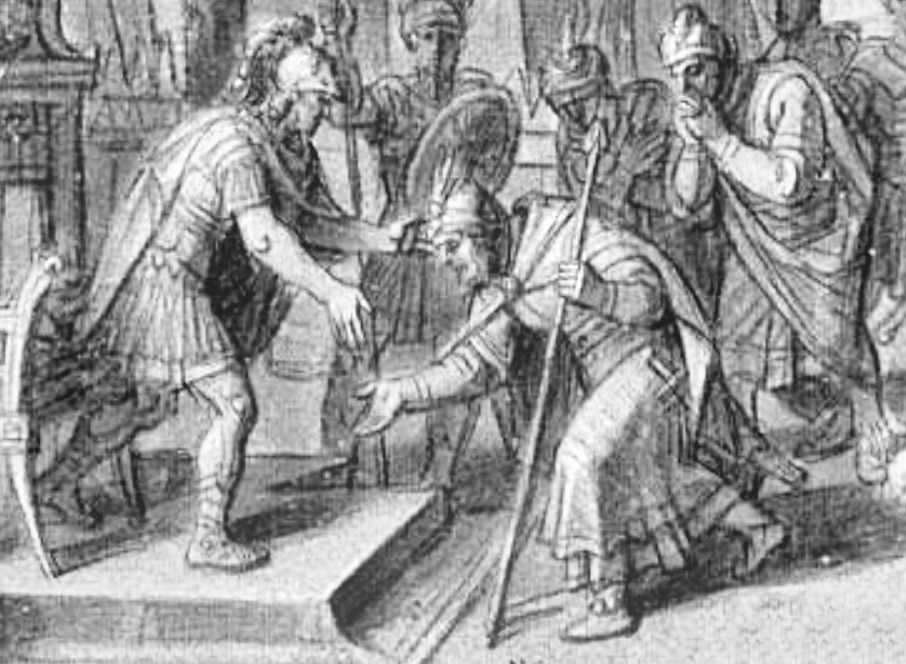
Мазей сдаёт Вавилон Александру. Гравюра Ф. Вердье (1651—1730)

С поля боя близ Гавгамел Мазей бежал в Вавилон и захватил власть в городе. Когда к Вавилону приблизились войска македонян Мазей вышел с сыновьями навстречу Александру. Он сдал на милость завоевателя не только город, но и свою семью. Одновременно на милость победителя сдался и начальник персидского гарнизона и хранитель царской казны Багофан. Согласно Квинту Курцию Руфу, Александр был рад такому повороту событий, так как осада столь большого и хорошо укреплённого города была весьма сложной задачей. В связи с этим македонский царь назначил новым сатрапом Вавилонии Мазея, однако приставил к нему македонян, которые следили за его действиями. Так, войсками Вавилонии командовали стратеги Аполлодор и Меней, а цитаделью Вавилона — Агафон из Пидны.
В этой истории остаётся много не до конца понятных моментов. Во время битвы при Гавгамелах вавилонянами командовал некий Бупар. Каким образом Мазей получил власть в городе до его назначения на пост сатрапа Александром — неизвестно. Э. Бэдиан считал, что Дарий III назначил Мазея сатрапом Вавилонии одновременно с поручением не допустить перехода македонян через Евфрат и Тигр. Возможно, переговоры об условиях капитуляции шли между Мазеем, вавилонянами и Александром ещё до прихода македонского войска под стены города. В данном случае, выход Мазея с сыновьями навстречу Александру был лишь частью ранее оговоренной процедуры, необходимым ритуалом. Как отмечал Ф. Шахермайр, присяга персов Александру означала признание его «царём Азии» и «Великим царём».
Мазей занимал пост сатрапа Вавилонии вплоть до своей смерти в 328 году до н. э. На его место Александр назначил Стамена. По одной из версий, Мазей был похоронен в так называемом Сидонском саркофаге, который ныне экспонируется в Археологическом музее Стамбула.

## Семья
В античных источниках упомянуты несколько детей Мазея. Гидарн и Артибол в 324 году до н. э. вошли в число царской агемы конницы. Также, обращает на себя внимание, что как минимум один сын Мазея остался при дворе Дария III, когда тот без боя сдал Вавилон Александру. Э. Бэдиан высказал гипотезу, что таким образом Мазей пытался сохранить род. Если бы Александр решил казнить Мазея с детьми, то в живых бы остался один из сыновей. Одновременно, после капитуляции Вавилона жизнь этого сына при дворе персидского царя «висела на волоске».
Арриан назвал сына Мазея, который остался при дворе Дария III — Антибелом, Квинт Курций Руф — Брокубелом. Это имя имеет вавилонское происхождение и дословно переводится как «дар Бэла» либо «благословенный Бэлом». На этом основании Э. Бэдиан предположил, что супруга Мазея и/или мать Антибела/Брокубела была вавилонянкой. Поэтому у Мазея мог быть личный мотив сохранить город неразграбленным в ходе военных действий.

## Монеты

Серебряный статер Мазея. Чеканился в бытность им сатрапом Киликии. Его имя дано справа на арамейском.

Серебряный статер Мазея. Чеканился в бытность им сатрапом Вавилона (его имя дано справа на арамейском) под Александром. Справа вверху видно характерное солнце, символ македонских царей.

Мазей в течение жизни занимал пост сатрапа трёх провинций — Киликии, Келесирии и Вавилонии. При Александре Македонском Мазею, единственному из персидских сатрапов на службе у македонян, было позволено чеканить монету. Её выпуск, в разные годы, осуществлялся от имени Мазея на монетных дворах Тарса, Мирианда, Сидона, Исса, Малла и Вавилона. На части монет расположена монограмма его имени на арамейском языке, как в период службы Мазея персидскому царю, так и после его перехода на сторону Александра.
Первые киликийские выпуски монет Мазея содержали сюжет греческого оленя, которого пожирает азиатский лев, или бык. Впоследствии это изображение сменили две стены с бойницами и четыре башни, которые могли символизировать как Киликийские ворота, так и Тарс. На сидонских выпусках изображали корабль.

## Оценки
Благосклонность Александра к Мазею античная традиция связывала с двумя причинами. Осада Вавилона была бы трудной задачей для македонян. Добровольная сдача города позволила Александру продолжить завоевание империи Ахеменидов. Также, переход на сторону Александра столь известного и знатного военачальника мог стать примером, которому последовали бы другие подчинённые Дария III. А. Олмстед, напротив, считал, что капитуляция Мазея была формальностью, так как население с радостью встретило войско Александра.
Мазей стал первым персом, которого Александр назначил на высшую должность в своей новосозданной империи. Македонский царь, после присяги вавилонян и Мазея, почувствовал себя Великим царём и стал с доверием относиться к персам, которые перешли на его сторону. Вместо первоначального лозунга об освобождении греков от персидского ига была выдвинута идея о создании совместного греко-персидского государства и мирного сосуществования народов. У. Вилькен даже считал, что в ситуации с Мазеем Александр стремился перетянуть на свою сторону персидскую аристократию и сблизить её с македонянами.
А. С. Шофман считал Мазея одним из лучших персидских военачальников, Э. Бивен — «величайшим из западных сатрапов», а Д. Фуллер даже назвал его «самым опасным врагом Александра».
Л. Милденберг отмечал, что Мазей был единственным сатрапом, который сохранил своё положение при трёх ахеменидских царях, после чего занял важную должность в империи Александра Македонского.

### Исследования
- Бивен Э. Р. Царство Селевкидов. Величайшее наследие Александра. — М.: Центрполиграф, 2023. — 607 с. — (Великие империи мира). — ISBN 978-5-227-10204-1.
- Олмстед А. История Персидской империи. — Центрполиграф, 2015. — ISBN 978-5-9524-5151-3.
- Фуллер Дж. Ф. Ч. Военное искусство Александра Великого / Пер. с англ. Н. А. Поздняковой. — М.: Центрполиграф, 2003. — 350 с. — ISBN 5-9524-0606-8.
- Циркин Ю. Б. От Ханаана до Карфагена. — М.: ООО "Издательство Астрель"; ООО "Издательство АСТ", 2001. — 528 с. — (Классическая мысль). — ISBN 5-17-005552-8; 5-271-01788-5.
- Шахермайр Ф. Александр Македонский. — Ростов н/Д.: Феникс, 1997. — 576 с. — ISBN 5-85880-313-Х.
- Шофман А. С. Восточная политика Александра Македонского / Печатается по постановлению редакционно-издательского совета Казанского университета. Отв. редактор В. Д. Жигунин. — Казань: Издательство Казанского университета, 1976.
- Badian E.. MAZAEUS (англ.). iranicaonline.org. Encyclopædia Iranica (21 апреля 2015). Дата обращения: 31 октября 2023.
- Briant P. From Cyrus to Alexander: A History of the Persian Empire (англ.). — Eisenbrauns, 2002. — ISBN 978-1-57506-120-7.
- Heckel W. Mazaeus, Callisthenes and the Alexander Sarcophagus (англ.) // Historia: Zeitschrift für Alte Geschichte. — Franz Steiner Verlag, 2006. — Vol. 55, no. 4. — P. 385—396. — JSTOR 4436826.
- Heckel W. Who's Who in the Age of Alexander and his Successors. From Chaironea to Ipsos (338—301 BC) (англ.). — Barnsley: Greenhill Books, 2021. — 554 p. — ISBN 978-1-78438-648-1.
- Stronk J. P. Semiramis’ Legacy. The History of Persia According to Diodorus of Sicily (англ.). — Edinburgh: Edinburgh University Press Ltd, 2017. — XVII, 606 p p. — ISBN 978-1-4744-1426-5.